# Bu Bu Sad
Bu Bu Sad è il secondo album in studio del gruppo musicale italiano La Rappresentante di Lista, pubblicato il 4 dicembre 2015 dalla Garrincha Dischi.

## Descrizione
Composto da otto brani, il titolo dell'album è una deformazione del gioco infantile bubù-settete, sostituendo la seconda parte con la parola inglese sad (cioè "triste"). Sulla copertina, viene riportata l'opera Peek-a-boo del fumettista giapponese Shintarō Kago, che raffigura una versione piuttosto macabra del gioco del bubù-settete.
Dal punto di vista musicale Bu Bu Sad si caratterizza per l'unione di svariate sonorità nei brani, passando per elementi jazz (Cosa farò?), neo soul (nel singolo Apriti cielo!) e synth pop (Guardateci tutti).

## Tracce
Testi e musiche di Veronica Lucchesi e Dario Mangiaracina, eccetto dove indicato.
1. Guardateci tutti – 4:22
2. Cosa farò? – 4:33
3. Apriti cielo! – 3:28
4. Siamo ospiti – 4:25
5. Invisibilmente – 3:03
6. Bora Bora – 4:16
7. Non mi riconosci – 3:40
8. Un'isola – 4:52

Contenuto bonus nell'edizione deluxe
- CD 1 – L'album

1. Mina vagante – 4:54

- CD 2 – I demo

1. Guardateci tutti (Demo) – 4:07
2. Cosa farò? (People Knows) (Demo) – 2:29
3. Apriti cielo! (Marcia funebre) (Demo) – 2:38
4. Siamo ospiti (Demo) – 2:43
5. Invisibilmente (Demo) – 2:25
6. Bora Bora (Demo) – 3:43
7. Non mi riconosci (Demo) – 2:32
8. Un'isola (tra questi due) (Demo) – 3:40
9. Mina vagante (Demo) – 4:28

- CD 3 – Il live

1. Siamo ospiti (Live a Palermo) – 5:52
2. Mina vagante (Live a Rimini) – 5:50
3. Non mi riconosci (Live a Genova) – 4:09
4. Bora Bora (Live a Roma) – 4:53
5. ...e la luna bussò (Live a Firenze) – 4:55 (testo: Daniele Pace, Oscar Avogadro – musica: Mario Lavezzi) – originariamente interpretata da Loredana Bertè
6. La Rappresentante di Lista (Live a Bari) – 4:38
7. Apriti cielo! (Live a Milano) – 4:17
8. Guardateci tutti (Live a Lamezia Terme) – 5:09
9. Cumu è sula la strata (Live a Torino) – 4:07 (testo: Onofrio Mancuso – musica: Lorenzo Salvatore Mancuso) – originariamente interpretata dai Fratelli Mancuso
10. Invisibilmente (Live a Brescia) – 3:09
11. Cosa farò? (Live a Bologna) – 6:11
12. Un'isola (Live a Treviso) – 11:26

## Formazione
Gruppo
- Veronica Lucchesi – voce, cori, sintetizzatore, percussioni
- Dario Mangiaracina – guitalele, pianoforte, fisarmonica, Farfisa, sintetizzatore, cori

Altri musicisti
- Enrico Roberto – arrangiamento aggiuntivo, MS20, OP-1, cori, pianoforte (traccia 4)
- Roberto Cammarata – programmazione, basso, Virus, Minibrute, cori, dita
- Matteo Costa Romagnoli – programmazione, cori
- Francesco Brini – batteria, percussioni
- Enrico Lupi – tromba, flicorno soprano, sintetizzatore
- Giuseppe Durante – basso tuba
- Nicola "Hyppo" Roda – programmazione, cori
- Elia Della Casa – sassofono baritono (tracce 2, 3 e 5)
- Angelo Di Mino – strumenti ad arco e violoncello (traccia 6)
- Angelo Sicurella – voce e cori (traccia 7)

Produzione
- Roberto Cammarata – produzione artistica
- Matteo Romagnoli – produzione artistica
- La Rappresentante di Lista – produzione artistica
- Nicola "Hyppo" Roda – registrazione, missaggio
- Francesco Brini – mastering